# Dendrocoelopsis vandeli
Dendrocoelopsis vandeli is een platworm (Platyhelminthes). De worm is tweeslachtig. De soort leeft in of nabij zoet water.
Het geslacht Dendrocoelopsis, waarin de platworm wordt geplaatst, wordt tot de familie Dendrocoelidae gerekend. De wetenschappelijke naam van de soort werd, als Amyadenium vandeli, voor het eerst geldig gepubliceerd in 1931 door de Beauchamp.